# Borovsko
Borovsko (německy Borowsko) je malá vesnice, část obce Bernartice v okrese Benešov. Nachází se asi 2,5 km na severozápad od Bernartic, mezi dálnicí D1 a vodní nádrží Švihov.

## Historie
První písemná zmínka o vesnici pochází z roku 1282.
V letech 1869–1971 byla samostatnou obcí, od 1. září 1971 do 31. prosince 1979 a od 1. července 1990 se vesnice stala součástí obce Bernartice a od 1. ledna 1980 do 30. června 1990 byla spolu s obcí Bernartice součástí obce Loket.

## Obyvatelstvo
| Rok            | 1869 | 1880 | 1890 | 1900 | 1910 | 1921 | 1930 | 1950 | 1961 | 1970 | 1980 | 1991 | 2001 | 2011 | 2021 |
| -------------- | ---- | ---- | ---- | ---- | ---- | ---- | ---- | ---- | ---- | ---- | ---- | ---- | ---- | ---- | ---- |
| Počet obyvatel | 236  | 271  | 278  | 241  | 219  | 225  | 200  | 145  | 130  | 59   | 16   | 8    | 5    | 2    | 16   |
| Počet domů     | 31   | 33   | 35   | 35   | 37   | 38   | 39   | 46   | 32   | 23   | 10   | 15   | 14   | 15   | 15   |

## Přírodní poměry
Jihozápadně od vesnice leží jedna z částí národní přírodní památky Hadce u Želivky.

## Pamětihodnosti
- Kostel svatého Petra a Pavla
- Tvrz Valy